# Sibilla d'Armenia
Sibilla d'Armenia (1240 circa – 1290) fu Contessa di Tripoli e Principessa d'Antiochia per diritto di matrimonio.
Era una principessa della Piccola Armenia della famiglia degli Hetumidi, era figlia del re Aitone I e della regina Isabella d'Armenia.

## Biografia

### Il conflitto con la Cilicia armena
Per varie generazioni una serie di controversie avevano contrapposto il Regno armeno di Cilicia al Principato d'Antiochia. 
Il conflitto iniziò per il possesso del castello di Bagras, che si trovava sul confine tra i due paesi. 
Leone II d'Armenia fece prigioniero Boemondo III d'Antiochia, ma la città di Antiochia rifiutò di consegnarsi agli armeni. 
Infine l'erede di Boemondo III sposò la nipote di Leone II. 
Essi ebbero un figlio, Raimondo Rupeno, ma Boemondo IV d'Antiochia, figlio cadetto di Boemondo III, tolse a suo nipote la successione ad Antiochia.
Seguì una guerra tra lo zio ed il nipote sostenuto da Leone II, che finì con l'uccisione del nipote. 
Boemondo IV aveva un figlio Filippo che sposò Isabella d'Armenia, la figlia ed erede di Leone II. 
Ma le su convinzioni religiose lo fecero detestare dai suoi nuovi sudditi che si rivoltarono. 
Il capo della nobiltà armena, Costantino di Barbaron, imprigionò Filippo, poi lo fece uccidere e costrinse la sua vedova a sposare Aitone di Barbaron, figlio dello stesso Costantino.

### Matrimonio e discendenza
Nel 1250 Luigi IX di Francia arrivò in Terra santa e, ansioso di preparare gli Stati crociati alle prossime offensive dei mamelucchi, si impegnò a fa riconciliare i due rivali.
Questi fecero la pace e Sibilla, nel 1254 fu data in moglie a Boemondo VI, Conte di Tripoli e Principe d'Antiochia; Boemondo IV era suo nonno e Filippo suo zio.
Da questa unione nacquero:
- Boemondo VII, conte di Tripoli († 1287)
- Isabella;
- Lucia, contessa di Tripoli († 1299);
- Maria († 1280), che sposò Nicola di Saint-Omer († 1294), signore di Tebe, balivo di Morea.

Nel 1268 Antiochia fu conquistata dai Mamelucchi e quello di Principe d'Antiochia divenne solo un titolo.

### Successione del figlio
Quando Boemondo VI morì nel 1275 il suo erede Boemondo VII aveva solo quattordici anni, così Sibilla divenne reggente, nonostante tale carica fosse pretesa anche dal re Ugo III di Cipro, più prossimo parente maschio del defunto Boemondo VI. Sibilla nominò balivo il vescovo di Antarado, Bartolomeo.
Boemondo restò fino alla maggiore età sotto la protezione dello zio Leone III d'Armenia presso la corte in Cilicia.

### Successione della figlia
Quando Boemondo VII morì nel 1287 gli successe sua sorella Lucia di Tripoli, che si trovava ad Auxerre dove, attorno al 1275 o 1278 si era sposata con Narjot de Toucy.
Poiché la popolazione di Tripoli non era contenta di avere un governante straniero offrì a Sibilla la Contea di Tripoli, ma quest'offerta fu in seguito ritirata e Lucia divenne principessa e contessa.
Sibilla nominò reggente Bertrando di Gibelet, ma questi divenne molto impopolare, i nobili proclamarono la fine della dinastia ed istituirono il libero comune, eleggendo Bartolomeo Embriaco come sindaco. 
Lucia allora tornò a Tripoli da Auxerre per prendere il controllo della Contea.
Sibilla si ritirò presso la corte del fratello Leone, in Cilicia.

## Ascendenza
|                            |                   |                          | Genitori                  |  |  | Nonni |  |  | Bisnonni            |  |  | Trisnonni |  |
|                            |                   |                          |                           |  |  |       |  |  | Vacaghk di Barbaron |  |  | …         |  |
|                            |                   |                          |                           |  |  |       |  |  | Vacaghk di Barbaron |  |  | …         |  |
|                            |                   | …                        |                           |  |  |       |  |  | Vacaghk di Barbaron |  |  |           |  |
| Costantino di Barbaron     |                   |                          |                           |  |  |       |  |  | Vacaghk di Barbaron |  |  |           |  |
|                            |                   | …                        | …                         |  |  |       |  |  |                     |  |  |           |  |
|                            |                   | …                        | …                         |  |  |       |  |  |                     |  |  |           |  |
|                            |                   | …                        | …                         |  |  |       |  |  |                     |  |  |           |  |
| Aitone I d'Armenia         |                   | …                        |                           |  |  |       |  |  |                     |  |  |           |  |
|                            |                   | Aitone III di Lampron    | …                         |  |  |       |  |  |                     |  |  |           |  |
|                            |                   | Aitone III di Lampron    | …                         |  |  |       |  |  |                     |  |  |           |  |
|                            |                   | Aitone III di Lampron    | …                         |  |  |       |  |  |                     |  |  |           |  |
| Alix Pahlavouni di Lampron |                   | Aitone III di Lampron    |                           |  |  |       |  |  |                     |  |  |           |  |
|                            |                   | Rita dei Rupenidi        | …                         |  |  |       |  |  |                     |  |  |           |  |
|                            |                   | Rita dei Rupenidi        | …                         |  |  |       |  |  |                     |  |  |           |  |
|                            |                   | Rita dei Rupenidi        | …                         |  |  |       |  |  |                     |  |  |           |  |
| Sibilla d'Armenia          |                   | Rita dei Rupenidi        |                           |  |  |       |  |  |                     |  |  |           |  |
|                            | Stefano d'Armenia | Leone I d'Armenia        |                           |  |  |       |  |  |                     |  |  |           |  |
|                            | Stefano d'Armenia | Leone I d'Armenia        |                           |  |  |       |  |  |                     |  |  |           |  |
|                            | Stefano d'Armenia | Beatrice di Rethel       |                           |  |  |       |  |  |                     |  |  |           |  |
| Leone II d'Armenia         | Stefano d'Armenia |                          |                           |  |  |       |  |  |                     |  |  |           |  |
|                            |                   | Rita di Barbaron         | …                         |  |  |       |  |  |                     |  |  |           |  |
|                            |                   | Rita di Barbaron         | …                         |  |  |       |  |  |                     |  |  |           |  |
|                            |                   | Rita di Barbaron         | …                         |  |  |       |  |  |                     |  |  |           |  |
| Isabella d'Armenia         |                   | Rita di Barbaron         |                           |  |  |       |  |  |                     |  |  |           |  |
|                            |                   | Amalrico II di Lusignano | Ugo VIII di Lusignano     |  |  |       |  |  |                     |  |  |           |  |
|                            |                   | Amalrico II di Lusignano | Ugo VIII di Lusignano     |  |  |       |  |  |                     |  |  |           |  |
|                            |                   | Amalrico II di Lusignano | Bourgogne de Rançon       |  |  |       |  |  |                     |  |  |           |  |
| Sibilla di Lusignano       |                   | Amalrico II di Lusignano |                           |  |  |       |  |  |                     |  |  |           |  |
|                            |                   | Sibilla di Gerusalemme   | Amalrico I di Gerusalemme |  |  |       |  |  |                     |  |  |           |  |
|                            |                   | Sibilla di Gerusalemme   | Amalrico I di Gerusalemme |  |  |       |  |  |                     |  |  |           |  |
|                            |                   | Sibilla di Gerusalemme   | Agnese di Courtenay       |  |  |       |  |  |                     |  |  |           |  |
|                            |                   | Sibilla di Gerusalemme   |                           |  |  |       |  |  |                     |  |  |           |  |